# زمین‌لرزه مه ۱۹۶۸ ژاپن
زمین‌لرزه ژاپن  در تاریخ ۱۶ مه ۱۹۶۸ میلادی، برابر با ‎۲۶ اردیبهشت ۱۳۴۷، ساعت ۰:۴۹:۰۰ به زمان یوتی‌سی در ژاپن رخ داد. ژرفای این زلزله ۲۶ کیلومتر بود. بزرگی آن ۸٫۳ در مقیاس Mw اعلام شده‌است. زمین‌لرزه به وقت محلی در روز پنج‌شنبه، ساعت ۱۰ روی داده و منطقه زمانی آن یوتی‌سی +۱۰ بوده‌است .
سازمان زمین‌شناسی آمریکا نیز جای این زمین‌لرزه را در مختصات ۴۰°۴۸′شمالی ۱۴۳°۱۲′شرقی / ۴۰٫۸°شمالی ۱۴۳٫۲°شرقی و بزرگی آنرا برابر با ۸٫۲ در مقیاس ریشتر اعلام کرده‌است. ژرفای گزارش شده از سوی این سازمان ۷ کیلومتر می‌باشد.
تعداد زخمیان ۳۳۰ نفر برآورده شده‌است.سونامی نیز در این زلزله گزارش شده‌است.